# Étiquette (interface graphique)
En informatique, une étiquette (label en anglais) est un composant d'interface graphique (widget) qui affiche du texte.
L’étiquette est généralement une composante statique, c’est-à-dire sans interactivité.  Elle est souvent utilisée pour fournir à l’utilisateur des informations sur d’autres composants d’interface graphique dans son voisinage.